# Rhonne
Le Rhonne est une rivière française qui coule dans le  département de la Sarthe. C'est un affluent de la Sarthe en rive gauche, donc un sous-affluent de la Loire par la Sarthe et la Maine.

## Géographie
Le Rhonne est un cours d'eau du Pays Belinois, au sud de la ville du Mans. Il prend sa source sur le territoire de Saint-Mars-d'Outillé, à quelques kilomètres à l'ouest du Grand-Lucé, dans le département de la Sarthe. Le cours d'eau naît au sein de la zone de bois et de forêts de la région sud-est du Mans. Il s'oriente d'emblée vers l'ouest, direction qu'il maintient plus ou moins la plus grande partie de son parcours. Peu après avoir traversé Moncé-en-Belin, et s'être ainsi rapproché de la Sarthe, il oblique légèrement vers le sud-ouest. Il rejoint la Sarthe à Guécélard, à une quinzaine de kilomètres au sud-ouest (en aval) de la ville du Mans.

## Communes traversées
Le Rhonne traverse successivement les communes de Saint-Mars-d'Outillé, Teloché, Mulsanne où le Pontvillain le rejoint, Moncé-en-Belin et Guécélard, toutes situées dans le département de la Sarthe.

## Hydrologie
Le Rhonne est une rivière peu régulière. Son débit a été observé durant une période de 21 ans (1988-2008), à Guécélard, localité du département de la Sarthe située au niveau de sa confluence avec la Sarthe. La surface prise en compte est de 77 km2, soit la totalité du bassin versant du cours d'eau.
Le module de la rivière à Guécélard est de 0,187 m3/s.
Le Rhonne présente des fluctuations saisonnières de débit très marquées, comme bien des cours d'eau du bassin de la Loire. Les hautes eaux se déroulent en hiver et se caractérisent par des débits mensuels moyens allant de 0,288 à 0,437 m3/s, de décembre à mars inclus (avec un maximum très net en janvier). À partir du mois d'avril, le débit diminue doucement jusqu'aux basses eaux d'été qui ont lieu de juin à octobre, entraînant une baisse du débit mensuel moyen jusqu'au plancher de 0,029 m3/s, au mois d'août. Mais ces moyennes mensuelles ne sont que des moyennes et cachent des fluctuations plus prononcées sur de courtes périodes ou selon les années.
Aux étiages, le VCN3 peut chuter jusque 0,00 m3/s en cas de période quinquennale sèche, c'est-à-dire que le cours d'eau peut tomber à sec.
Les crues ne sont pas très importantes, étant donné notamment la petitesse de la rivière et l'exigüité de son bassin versant. Les QIX 2 et QIX 5 valent respectivement 1,1 et 1,5 m3/s. Le QIX 10 est de 1,8 m3/s, le QIX 20 de 2,1 m3/s, tandis que le QIX 50 n'a pas encore été calculé.
Le débit instantané maximal enregistré à Guécélard a été de 1,66 m3/s le 28 décembre 1999, tandis que la valeur journalière maximale était de 1,64 m3/s le même jour. Si l'on compare la première de ces valeurs à l'échelle des QIX de la rivière, l'on constate que cette crue n'était même pas d'ordre décennal, et donc destinée à se reproduire fréquemment.
Le Rhonne est une rivière fort peu abondante. La lame d'eau écoulée dans son bassin versant est de 80 millimètres annuellement, ce qui constitue seulement le quart de la moyenne d'ensemble de la France (plus ou moins 320 millimètres). C'est largement inférieur à la moyenne du bassin de la Loire (245 millimètres) et de la Sarthe (201 millimètres). Le débit spécifique (ou Qsp) atteint le chiffre fort médiocre de 2,6 litres par seconde et par kilomètre carré de bassin.